# ウィートランド郡区 (アイオワ州キャロル郡)
ウィートランド郡区は、アメリカ合衆国、アイオワ州、キャロル郡にある16の郡区の一つである。2000年の国勢調査で、人口は728人だった。

## 地理
ウィートランド郡区は、91.6平方キロメートル（35.37平方マイル)で、Bredaが含まれる。アメリカ地質調査所によると、この郡区はWheatlandの1つの霊園が含まれる。